# 成蟜
| 姓名           | 嬴成蟜                                      |
| 時代           | 戦国時代                                    |
| 生没年         | 生年不詳 - 始皇帝8年（前239年）             |
| 字・別号       | 〔不詳〕                                    |
| 本貫・出身地等 | 秦                                          |
| 職官           | 将軍〔秦〕                                  |
| 爵位・号等     | 長安君〔秦〕                                |
| 陣営・所属等   | 始皇帝→〔独立勢力〕                         |
| 家族・一族     | 父：荘襄王 母：韓国夫人 兄：始皇帝 子：嬴嬰 |

成蟜（せいきょう）は、中国の秦の始皇帝の弟。長安君に封ぜられたがのちに謀反を起こし、討伐された。

## 生涯
始皇帝5年（紀元前242年）韓に赴き、桓恵王から韓の地百里を接収し、その功により長安君に封ぜられたとされる。
『史記』始皇本紀によると、始皇帝8年（紀元前239年）、長安君成蟜が軍を率いて趙を攻撃したとき、屯留・蒲鶮の兵卒を従えて謀反した。秦がこれを攻撃すると、成蟜は屯留で死に、軍吏はみな斬り死にし、その民は臨洮に遷された。
『史記』三家注のひとつ『史記正義』では、成蟜は屯留の城壁の中で屯留軍に斬首されたと解釈している。

## 生母と子女
生母については、父の荘襄王こと嬴子楚が邯鄲を脱出して秦に帰国した際、邯鄲に残した趙姫と嬴政の無事は不明であり、子楚が生母である夏姫を安心させるために娶った韓出身の夫人との間に生まれたとする説がある:62。
また、上記の説を唱える歴史学者の李開元の説では秦の最後の君主である子嬰は成蟜が趙攻めの際に秦に叛いた際（成蟜の乱）、趙で生まれた彼の子であると言う。